# Palacio Legislativo
Palacio Legislativo är Uruguays parlamentshus i landets huvudstad Montevideo.

## Historia
Byggandet av parlamentshuset påbörjades 1904 med stöd av president José Batlle y Ordoñez regering. 
Parlamentshuset ritades av de italienska arkitekterna Vittorio Meano och Gaetano Moretti, som planerade byggnadens interiör. Andra kända bidragsgivare till projektet var skulptören José Belloni, som skapade en mängd reliefer och allegoriska skulpturer för byggnaden
Byggnaden invigdes den 25 augusti 1925 till hundraårsfirandet av landets självständighetsförklaring.

## Nationalhistoriskt monument och framtida Världsarv
Byggnaden fick status som nationalmonument 1975 av president Juan María Bordaberrys regering. Sedan den 5 oktober 1995 är också Palacio Legislativo uppsatt på Uruguays tentativa världsarvslista.